# 金塔镇 (武威市)
金塔镇，原为金塔乡，是中华人民共和国甘肃省武威市凉州区下辖的一个乡镇级行政单位。2018年3月撤乡设镇。区划代码改为620602130 。

## 行政区划
金塔镇下辖以下地区：
何湾村、黄康村、金塔村、青铜村、湾子村、中心村、右二村、右五村和日畦村。